# Leonard Trent
Leonard Henry Trent, né le 14 avril 1915 à Nelson (Nouvelle-Zélande) et mort le 19 mai 1986 à Takapuna, est un aviateur et officier supérieur néo-zélandais. Il fait carrière dans la Royal Air Force (RAF) et reçoit la Croix de Victoria, plus haute distinction décernée aux membres des Forces armées britanniques et du Commonwealth, pour « bravoure face à l'ennemi ».
En 1938, Leonard Trent devient officier subalterne dans la Royal Air Force après avoir suivi une formation intensive en pilotage en Nouvelle-Zélande. Il est par la suite affecté au No. 15 Squadron RAF puis envoyé en France au déclenchement de la Seconde Guerre mondiale. Aux commandes d'un Fairey Battle, il effectue durant cette période des missions de reconnaissance aérienne en Allemagne. Après le retour de son escadron en Angleterre, il participe à plusieurs missions de bombardement stratégique pendant la bataille de France, efforts de guerre pour lesquels il est récompensé de la Distinguished Flying Cross (DFC). Par la suite, il devient instructeur de vol avant d'intégrer le 487e Escadron (NZ) en août 1942. Abattu au-dessus d'Amsterdam lors d'un raid aérien baptisé Operation Ramrod 16, Leonard Trent est fait prisonnier de guerre le 3 mai 1943. 
Libéré après la guerre, il reçoit la Croix de Victoria pour ses exploits durant l'opération Ramrod 16. Il continue à servir dans la RAF et commande le 214e Escadron pendant la crise du canal de Suez. Au terme de sa carrière militaire en juin 1965, Leonard Trent s'installe en Australie. Il passe les dernières années de sa vie en Nouvelle-Zélande, où il meurt en 1986 à l'âge de 71 ans.